# Перевёртка Дага Хаммаршёльда
«Перевёртка Да́га Хаммаршёльда» (англ. Dag Hammarskjöld invert, Dag Hammarskjöld Error, Dag Hammarskjöld Invert error), или «Перевёртки Хаммаршёльда» (англ. Hammarskjöld Inverts) — филателистическое название перевёрток почтовых марок США (Sc #1203a, 1204), появившихся в 1962 году и посвящённых памяти Дага Хаммаршёльда (швед. Dag Hammarskjöldо файле, 1905—1961), генерального секретаря ООН (1953—1961).
Было осуществлено два выпуска марки с ошибкой печати — перевёрнутым жёлтым фоном.
1. Подлинная «Перевёртка Дага Хаммаршёльда» (англ. original Hammarskjöld Invert error)[5]. 23 октября 1962 года произошла ошибка в небольшой части тиража и вместе с обычной маркой (нем. normal[2]) (Sc #1203) была напечатана подлинная перевёртка (Sc #1203a) (англ. yellow inverted[1]).
2. «Допечатка жёлтой перевёртки» (нем. kopfstehender gelber Druckgang)[2], или «Экстренный тираж Хаммаршёльда» (англ. Hammarskjöld Special Printing)[5][7]. 16 ноября 1962 года перевёртка была допечатана во всём тираже марки (Sc #1204).

## Описание

### Техническое описание выпуска марки

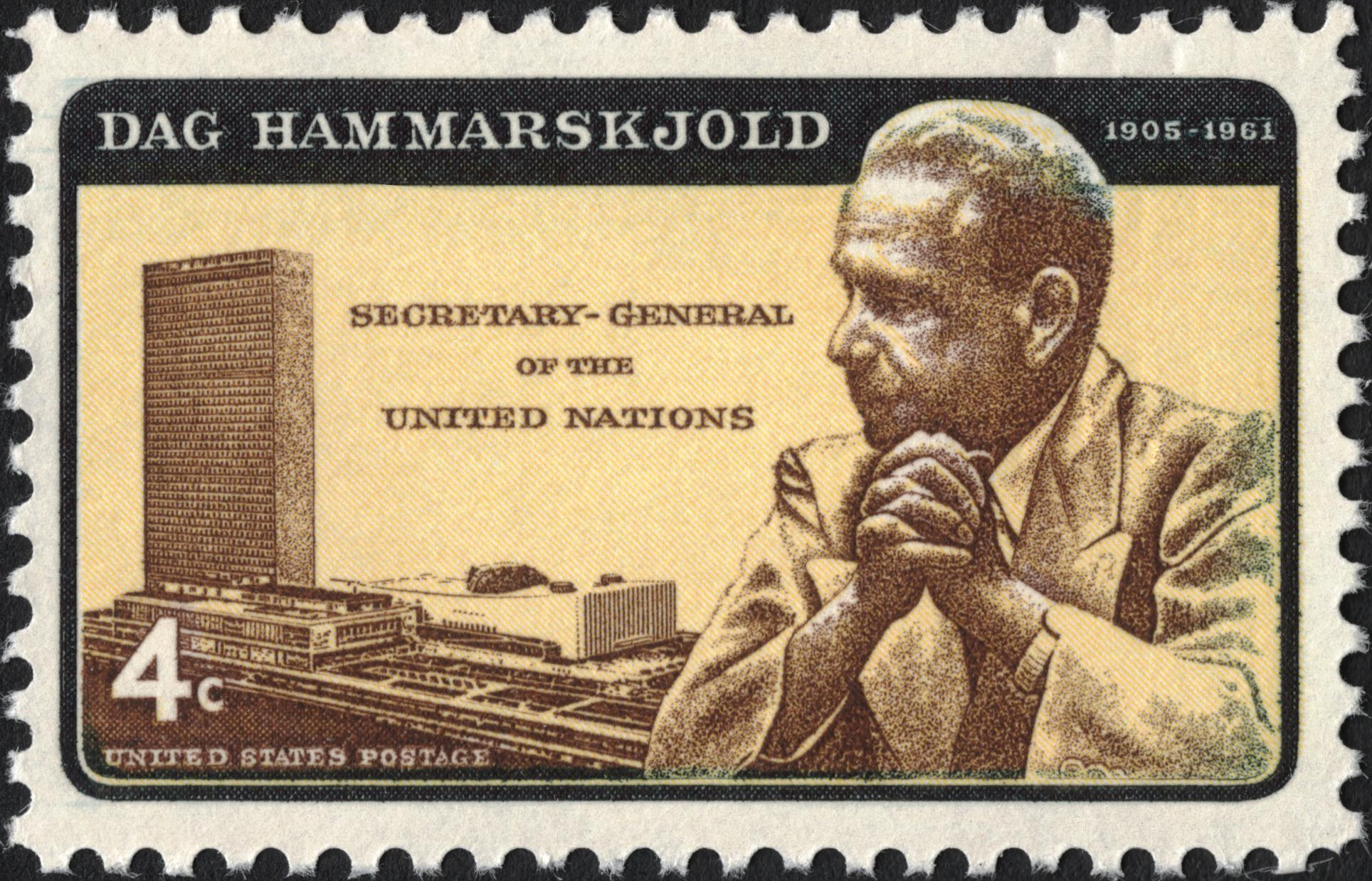
Обычная неперевёрнутая марка

Выпуск памятной почтовой марки 23 октября 1962 года был приурочен Почтовым департаментом США (ныне Почтовая служба США) к первой годовщине со дня кончины Дага Хаммаршёльда.
Генеральный секретарь ООН погиб в авиакатастрофе в Африке, куда он прилетел с целью урегулирования конфликта в бывшем Бельгийском Конго между властями Заира и сепаратистами провинции Катанга.
Номинал почтовой марки — 4 цента. Художник — Герберт М. Сэнборн (Herbert M. Sanborn), гравёр — Брукс (C. A. Brooks).
Марка печаталась на печатной машине Джиори в типографских листах по 200 (4 × 50) экземпляров в три цвета, чёрном, коричневом и жёлтом, на обычной бумаге, с зубцовкой 11. В дальнейшем листы поступали в почтовые отделения марочными листами по 50 экземпляров в каждой. Сюжет марки: справа портрет Дага Хаммаршёльда, слева здание Секретариата ООН на Манхэттене в Нью-Йорке.

### Описание перевёртки
В части тиража жёлтый фон оказался ошибочно перевёрнут и смещён вправо и немного вверх, из-за чего около небоскрёба и по всей поверхности марки образовались заметные непрокрашенные участки, а на марках крайнего левого ряда типографского листа левая четверть поверхности оказалась без жёлтого фона вообще.
Некоторые филателисты, однако, считают, что, поскольку технологически жёлтый фон печатался раньше нанесения чёрно-коричневого рисунка, перевёрнут оказался как раз рисунок. Но традиционно считается наоборот. Кроме того, перевёртки отперфорированы не по жёлтому цвету, а по остальным цветам. Так что, согласно перфорации, перевёрнут и смещён определённо жёлтый цвет.

Вверху — схематичное расположение на марочных местах типографского листа квартблока обычных неперевёрнутых марок (Mi #833 I; Sc #1203).
Внизу — схематичное расположение на типографском листе квартблока перевёрток с жёлтым цветом, нормально расположенным на марочных местах (Mi #833 IIa и 833 IIc; Sc #1204)

### Основная классификация перевёрток
В каталогах почтовых марок тот повторный выпуск может быть описан как «особый тираж» (special printing) и под отдельным номером. В специализированном каталоге «Скотт» тиражу 23 октября присвоен № 1203, а «особому тиражу» 16 ноября — № 1204. Перевёртка от 23 октября имеет номер 1203a с пометкой, что она встречается только на конвертах. Цена её не указана. Указана цена только вертикальной пары на вырезке из конверта. Для «особого тиража» указаны три разновидности в тексте, приведенном ниже в виде цитаты.

The inverted yellow impression is shifted to the right in relation to the black and brown impression. Stamps of first vertical row of UL and LL panes show no yellow at left side for a space of 11—11½ mm in from the perforations.
Stamps of first vertical row of UR and LR panes show vertical no-yellow strip 9¾ mm wide, covering UN Building. On all others, the vertical no-yellow strip is 3½ mm wide, and touches UN Building.

В каталоге «Михель» тиражу 23 октября присвоен № 833 I, а «особому тиражу» 16 ноября — тот же номер, но с другой римской цифрой: № 833 II. Перевёртка от 23 октября в каталоге полностью отсутствует. Для «особого тиража» указаны три разновидности:

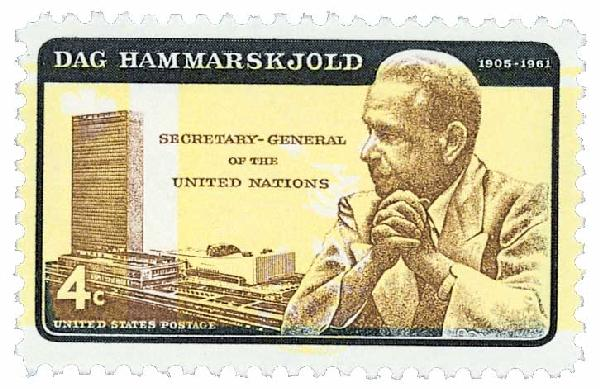
Перевёртка с жёлтым цветом, смещённым вниз относительно стандартной перевёртки, то есть жёлтый цвет только перевёрнут и смещён вправо (без вертикального смещения)

- № 833 IIa — слева белая вертикальная полоса шириной 3,5 мм;
- № 833 IIb — слева белая вертикальная полоса шириной 11—11,5 мм;
- № 833 IIc — слева белая вертикальная полоса шириной 9,75 мм.

Существуют перевёртки, рисунок которых слегка отличается от классических трёх разновидностей. Например, на некоторых перевёртках жёлтый цвет смещён немного вниз относительно стандартной перевёртки, то есть вертикальное смещение жёлтого цвета отсутствует. О подобных марках известно только, что они существуют.

### Дополнительная классификация перевёрток
Более тонкая классификация «особого тиража» учитывает, находится ли марка с краю марочного листа, и включает пять типов марок (на типографском листе (200 (4 × 50)) четыре марочных (5 × 10)):
- A — крайняя слева на двух левых марочных листах;
- B — в трёх средних столбцах всех марочных листов;
- C — крайняя справа на двух левых марочных листах;
- D — крайняя слева на двух правых марочных листах;
- E — крайняя справа на двух правых марочных листах.

Соответствие с каталогом «Михель»:
- № 833 IIa — типы B, C, E;
- № 833 IIb — тип A;
- № 833 IIc — тип D.

## История

### Обнаружение
Тираж выпуска 23 октября составил 121 440 000 экземпляров. Перевёрнутый жёлтый фон в части тиража был обнаружен почти сразу же по выходе марки в свет — такое случилось впервые после знаменитой «Перевёрнутой Дженни», авиапочтовой марки США 1918 года.
Первым обнародовал свою находку некий филателист из штата Огайо Джеральд Кларк (Gerald Clark). Он приобрёл на почте лист марок памяти Дага Хаммаршёльда с перевёрнутым фоном и уже успел использовать по назначению 31 из них, франкируя свою почтовую корреспонденцию, прежде чем друзья указали ему на странность на его марках. Кларк немедленно объехал все окрестные почтовые отделения с целью выкупить оставшиеся перевёртки, но нигде не обнаружил больше ни единой. Это дало ему основания оптимистически оценить остававшиеся у него 19 экземпляров в $200 тыс. и похвалиться этим в местной газете.
Короткая газетная заметка о находке Кларка попалась на глаза ювелиру из Нью-Джерси Леонарду Шерману (Leonard Sherman), филателисту с четырёхлетним стажем. Шерман приобрёл за $8 четыре листа по 50 таких же перевёрток и как раз размышлял, как ими распорядиться с пользой. Он позвонил в газету Newark Evening News и сообщил о сокровище. Согласно публикации о скандале в журнале Time, ювелир тогда оценил свою собственность более чем в $500 тыс. и уже начал делиться с прессой планами по оплате из этих денег высшего образования для своих пятерых сыновей.

### Реакция власти
После публикации о находке Шермана история с перевёртками моментально стала горячей новостью в американских федеральных СМИ и обрела известность по всей стране. К середине ноября 1962 года рыночная стоимость одной марки-перевёртки дошла до $13 тыс., а квартблок из четырёх марок оценивался на тот момент уже в $65 тыс..

Джеймс Эдвард Дэй (1914—1996), генеральный почтмейстер США

Ответная реакция власти оказалась суровой. 13 ноября 1962 года стало известно, что тогдашний генеральный почтмейстер США Джеймс Эдвард Дэй отдал распоряжение Бюро гравировки и печати США о намеренном допечатывании дополнительно сорока миллионов марок в точности с той же ошибкой, чтобы предотвратить спекулятивный ажиотаж на филателистическом рынке и ликвидировать возможность наживаться на ошибке почтового департамента. Чиновник мотивировал своё решение так:

«Почтовое ведомство не руководит предприятием с джекпотом. Мы заинтересованы помогать рядовым коллекционерам — а это миллионы коллекционеров, собирающих обычные марки, — и не допустим, чтобы кто-то оказался в более выгодном положении по сравнению с ними».
Оригинальный текст (англ.)
"The Post Office Department isn't running a jackpot operation. We are interested in helping the collector of normal stamps and keeping the rank and file — the millions of collectors who are collecting normal stamps — from feeling that somebody has gotten a special advantage over them."
Спустя всего 24 дня после выхода в свет первого тиража, 16 ноября того же года, было допечатано и выпущено в свет 400 тысяч марок с ошибкой. Леонард Шерман, не растерявшись, подал на Джеймса Дэя судебный иск с требованием заблокировать продажу отпечатанного тиража перевёрток — и федеральный судья Ньюарка успел в интересах истца приостановить допечатку. Но было уже слишком поздно: менее чем за четыре часа с начала продажи нового тиража почтовых марок памяти Хаммаршёльда и до получения почтовыми отделениями страны решения Филателистического агентства по продажам (Philatelic Sales Agency) почтового департамента США о её приостановке было распространено 320 тысяч экземпляров марок. Поэтому выпуск перевёрток продолжился и в итоге их было выпущено более 40 миллионов.

«Марка» в честь Леонарда Шермана — карикатура из журнала-пересмешника Mad Magazine (1962). Надпись: «Коллекционер марок, который обнаружил выпущенные с ошибкой марочные листы памяти Дага Хаммаршёльда и был обижен правительством США, напечатавшем ещё миллионы [таких же]»

### Реакция общества
Происходящее было воспринято прессой и общественным мнением США неоднозначно. Комментатор Си-Би-Эс Джек Стерлинг (Jack Sterling), наблюдая толпы покупателей марок-перевёрток, иронически объявил горячую ноябрьскую неделю Национальной неделей коллекционирования марок (National Stamp Collecting Week). Марочный дилер из Балтимора Лоуренс Мольц (Lawrence W. Moltz) заметил в печати, что ловцам удачи следовало бы держать языки за зубами, а свои приобретения поместить на несколько лет в банковские ячейки, — тогда бы не случилось то, что случилось, и они реализовали бы свои мечты. Газета New York Herald Tribune пошла ещё дальше и поставила вопрос ребром:
Почему бы тогда не взять каждую редкую американскую почтовую марку, не переиздать и не пустить в повторную продажу? Это наверняка гарантировало бы решение вопроса о „дутой ценности“ исторически редких марок.
Совокупно распространённый тираж перевёрток Хаммаршёльда, тем не менее, составил в итоге 40 270 000 экземпляров, что полностью свело на нет вероятность наживы. Однако, учитывая реакцию общества, с тех пор USPS больше ни разу не предпринимала попыток свести на нет коммерческую стоимость выпускаемых почтой США почтовых марок с ошибками с помощью допечатывания их тиражей. Леонард Шерман и некоторые другие «счастливые» владельцы перевёрток Хаммаршёльда первого выпуска добились по суду выдачи им специальных сертификатов от почты США, удостоверяющих этот факт. Что в коммерческом отношении им, впрочем, мало помогло: цены на перевёртки рухнули почти до их номинала — четырёх центов.
Дополнительные тиражи марок с ошибками выпускали не только американцы.
После описанного выше скандала эмиссионная служба генерального почтмейстера США озаботилась мерами, призванными исключить подобные ошибки. При печати типографских листов на левом поле появилась дополнительная небольшая перфорация. Печатная машина была оборудована специальной автоматикой, которая останавливала печать, если не находила эту перфорацию на определенном месте. Принятые меры оказались достаточно эффективными. Но не на 100 %.
Следующая перевёртка США — это перевёртка ЦРУ.

## Современность
В дальнейшем в филателистической печати и литературе совокупность действий генерального почтмейстера и реакции американцев получила название «Day’s Folly» — «безумие Дэя».
Даже теперь, спустя более чем полвека, остаётся неизвестным, сколько именно перевёрток содержал первый выпуск (возможно, таковых было 400 штук) и как их отличить от допечатанных — они идентичны.
Ныне рыночная стоимость перевёртки Дага Хаммаршёльда лишь немного превышает стоимость нормально напечатанного варианта — обе марки обычно оцениваются в 20—50 центов каждая.
По сообщению The American Philatelist, упомянутый ювелир Леонард Шерман в декабре 1986 года был вынужден подарить свои марочные листы Американскому филателистическому обществу. Его надеждам на обогащение не суждено было сбыться.

## Инвестирование
Тем не менее перевёртки Дага Хаммаршёльда всё-таки могут стать объектом коммерческого филателистического интереса и инвестирования, если они являются частью целых вещей, где их принадлежность к первому выпуску подтверждена календарным почтовым штемпелем с датой до 16 ноября, в частности, на конвертах первого дня.

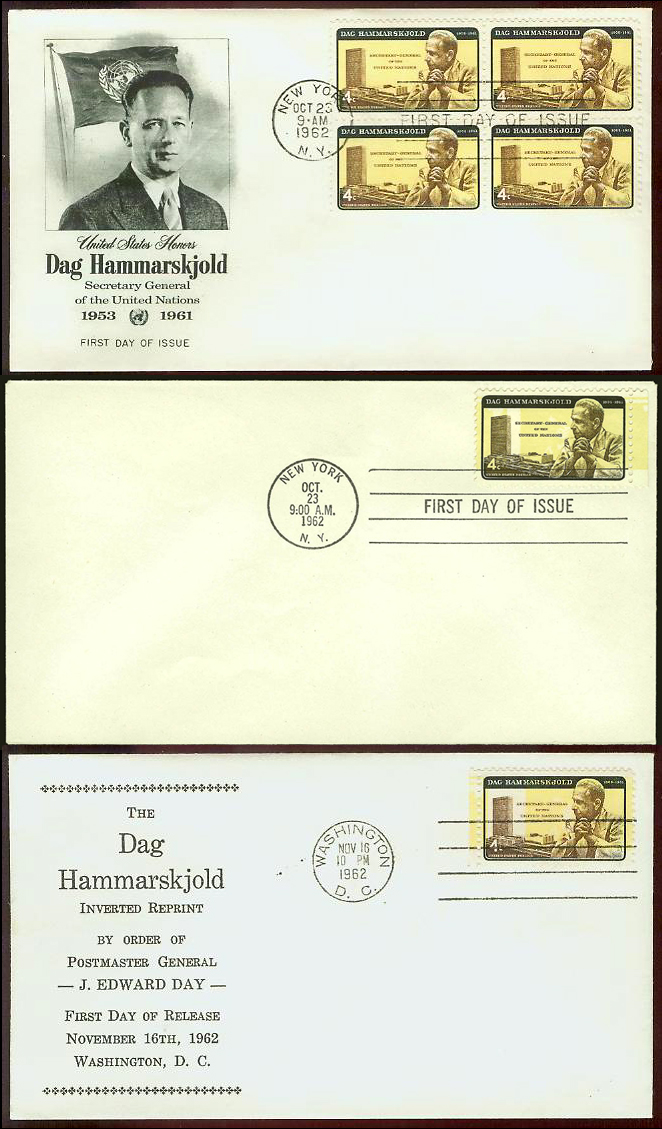
Конверты первого дня: а) с квартблоком нормально напечатанных марок,
б) с маркой-перевёрткой первого выпуска,
в) с маркой-перевёрткой из допечатанного тиража

Сегодняшняя рыночная стоимость подобных конвертов первого дня с одной маркой доходит до $3,0—$3,5 тыс., простых конвертов с вертикальной парой — до $4,25, а их количество, как признаёт «Скотт», неизвестно. Каталог, впрочем, предупреждает, что подлинность подобного филателистического материала обязательно должна быть подтверждена экспертами. Например, оригинальная принадлежность марочных листов Леонарда Шермана была засвидетельствована комиссией из десяти известных, признанных в США специалистов по филателии. Количество конвертов с поддельными почтовыми штампами с использованием допечаток  (Sc #1204) тоже неизвестно.

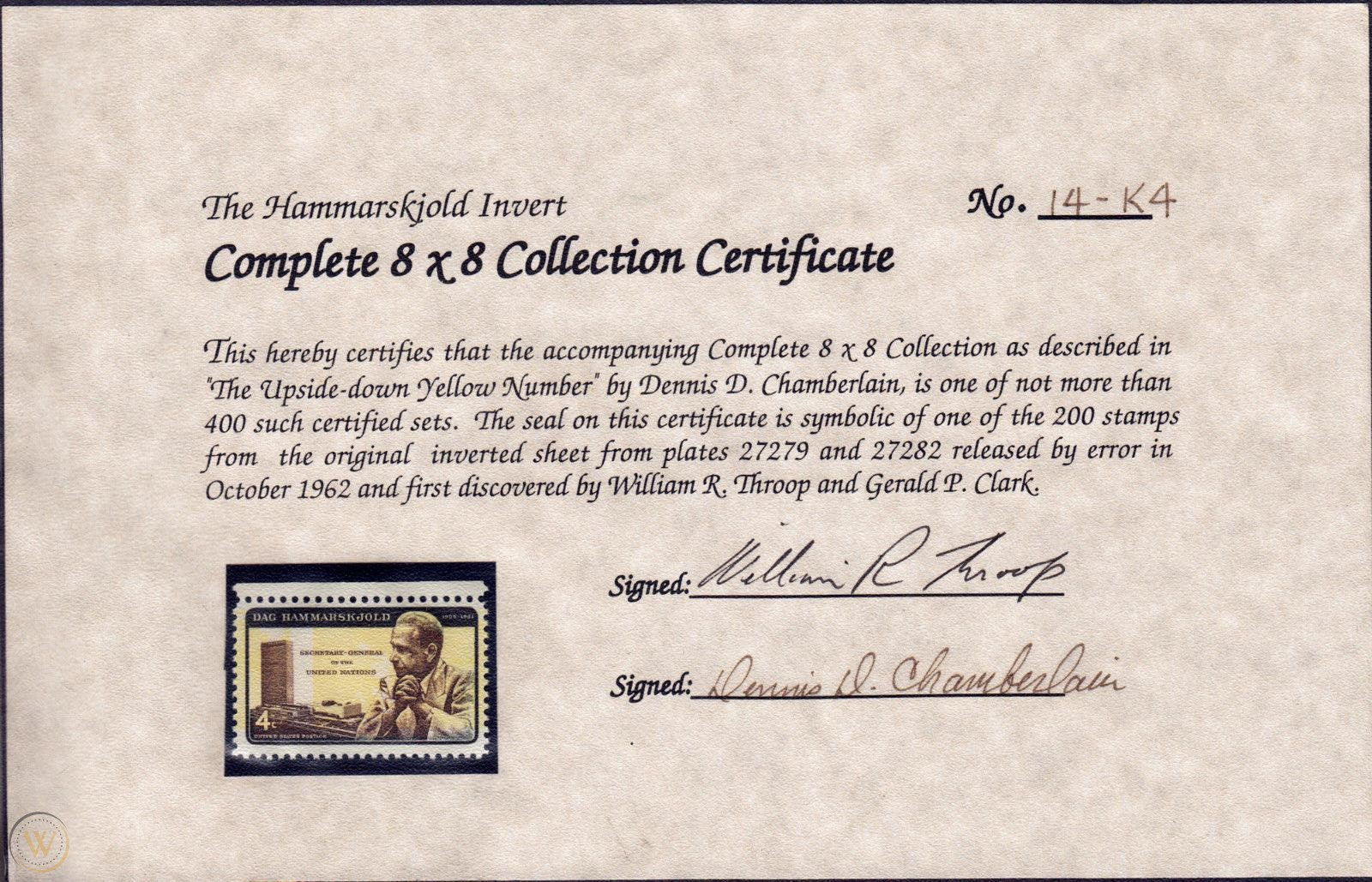
Образец сертификата филателистической экспертизы. Первыми, кто обнаружил перевёртку, названы Уильям Труп (William R. Throop) и Джаральд Кларк (Gerald P. Clark)